# Hoplocleptes humeridens
Hoplocleptes humeridens là một loài bọ cánh cứng trong họ Cerambycidae.